# Bataille d'Ann
Guerre civile en Birmanie (depuis 2021)
Batailles
- Conflit armé birman
- Coup d'État de 2021 en Birmanie
- Manifestations de 2021-2022 en Birmanie
  - Mort de Mya Thwe Thwe Khine (en)
  - Mort de Kyal Sin (en)

Théâtres :
- Chin (en)
- Zone sèche (en)
- État de Rakhine (en)

Violences et affrontements précoces :
- Tentative d'assassinat de Bai Yingneng (en)
- Alaw Bum
- Kalay
- Thapyayaye
- Taze (en)
- Naungmon (en)
- Thaw Le Hta
- Mindat (en)
- Muse (en)
- Mandalay (en)
- Myin Thar (en)
- Myawaddy (en)
- Route nationale 8
- 1re Loikaw (en)
- 1re Demoso

Campagne de 2021-2022 :
- Kachinthay (en)
- Lay Kay Kaw (en)
- Hnan Khar (en)
- Rivière Chindwin (en)
- 2e Demoso (en)
- 2e Loikaw (en)
- Thantlang
- Pekon (en)
- Khin-U (en)
- Assassinat de Ohn Thwin
- Kawkareik
- Ti Bwar

Campagne de 2023 :
- Konarpara (en)
- Mese (en)
- Shwe Kokko
- Kanaung
- Taungthaman (en)

Offensives de fin 2023-2025 :
- 1027
  - Chinshwehaw (en)
  - Namhsan (en)
  - Laukkai
  - Kaladan
  - Lashio
- 3e Loikaw (en)
  - 1107
- Kyindwe (en)
- Kachin (en)
  - Bhamo (en)
- Myawaddy
- Rakhine
  - Ann
  - Maungdaw
- Confrérie Chin (en)
  - Falam
- Assassinat d'Ashin Munindabhivamsa (en)
- Budalin
- Myingyan (en)
- Ngape (en)
- Katha (en)

Massacres et meurtres :
- Hlaingthaya
- Pégou
- Tabayin (en)
- Mo So
- Mon Taing Pin (en)
- Let Yet Kone
- Meurtre de Saw Tun Moe
- Hpakant
- Tar Taing
- Pazigyi
- Pinlaung
- Laiza
- Buthidaung
- Byian Phyu

La bataille d'Ann survient en septembre 2024 lorsque l'Armée d'Arakan lance une offensive pour capturer la ville d'Ann, où se trouve le quartier général du commandement occidental de l'armée birmane. La bataille est le point culminant d'une offensive d'un an menée par l'Armée d'Arakan pour capturer l'intégralité de l'État de Rakhine. La bataille aboutit finalement à la défaite totale des forces de la junte le 20 décembre et à la capture complète d'Ann par les forces de l'Armée d'Arakan.

## Bataille
Le 26 septembre, l'Armée d'Arakan lance une offensive contre les bases militaires autour d'Ann. Le 1er octobre, l'Armée d'Arakan lance une attaque contre le commandement des opérations tactiques de Mae Taung, une installation militaire près d'Ann, et capture la base le 7 octobre malgré de lourds bombardements aériens et d'artillerie. L'Armée d'Arakan a capturé plusieurs bases dans les environs au cours des semaines précédentes. Mae Taung est un important rempart défensif pour le quartier général du commandement occidental de la junte, situé à Ann, et sa chute ouvre la voie à l'Armée d'Arakan pour attaquer Ann même. Au cours de la bataille, la junte commence à ordonner l'évacuation des villages voisins, et mène des frappes aériennes contre des cibles civiles après la chute de la base.
Après la chute de Mae Taung, les employés du gouvernement d'Ann commencent à fuir la ville à mesure que les combats se rapprochent, tandis que les troupes de la junte commencent à restreindre les déplacements des civils. Les combats se poursuivent alors que l'Armée d'Arakan continue de s'emparer de bases militaires à l'extérieur de la ville, en capturant deux le 11 octobre. Le 12 octobre, le régime coupe les services Internet et téléphoniques dans la majeure partie de l'État de Rakhine. Les combats se poursuivent en octobre alors que l'Armée d'Arakan continue de se rapprocher de la ville, avec des affrontements dans les villages voisins,. Le 20 octobre, l'artillerie frappe l'hôpital militaire du commandement occidental, obligeant les médecins et les patients à évacuer vers l'école de la ville. L'hôpital général de la ville est également fermé en raison des combats. Selon Narinjara News, au 24 octobre, les deux tiers de la population de la ville a fui, tandis que ceux qui restent souffrent de graves pénuries alimentaires.
Le 21 octobre, l'Armée d'Arakan a commencé à attaquer le quartier général du commandement occidental près de la ville. Le groupe encercle complètement la ville et occupe l'aéroport d'Ann,. L'Armée d'Arakan intensifie ses attaques contre les installations de la junte, mettant en échec les forces militaires stationnées autour du quartier général du commandement occidental. L'Irrawaddy rapporte le 28 octobre que seulement 3 000 habitants restent dans la ville. Ils signalent également que les troupes au sein du commandement occidental sont divisées, avec un groupe cherchant à se rendre tandis que d'autres souhaitent continuer à se battre. À la fin du mois d'octobre, les trois quarts des bataillons sous le commandement du commandement occidental sont tombés aux mains de l'Armée d'Arakan. Le 6 novembre, un autre des bataillons restants défendant le quartier général du commandement occidental est capturé. Le 10 novembre, l'Armée d'Arakan abat un hélicoptère Mi-17 utilisé pour apporter des fournitures dans la ville assiégée. Seules deux bases de la ville restent occupées par les forces de la junte. Plus tard dans le mois, la Force armée étudiante, le bataillon du district de Minbu-2 (unité de la Force de défense du peuple) et la Force de défense Asho Chin (unité de la Force de défense du Chinland) tendent une embuscade et capturent en grande partie un groupe de soldats de la junte qui tentent de s'échapper d'Ann.
Le 20 décembre, l'Armée d'Arakan déclare avoir pris le contrôle du quartier général du commandement occidental.